# Zale dukinfieldia
Zale dukinfieldia là một loài bướm đêm trong họ Erebidae.